# Südeichsfeld
Südeichsfeld är en kommun i Unstrut-Hainich-Kreis i förbundslandet Thüringen i Tyskland.
Kommunen ingår i förvaltningsgemenskapen Südeichsfeld tillsammans med kommunen Rodeberg.